# Mycalesis melusina
Mycalesis melusina är en fjärilsart som beskrevs av Fabricius 1787. Mycalesis melusina ingår i släktet Mycalesis och familjen praktfjärilar. Inga underarter finns listade i Catalogue of Life.